# Redbone Coonhound
Redbone Coonhound, počeštěle také Redboneův coonhound nebo Redboneův mývalí pes, je velké psí plemeno původem ze Spojených států amerických. Mezinárodní kynologická federace (FCI) jej řadí mezi neuznaná plemena. Toto psí plemeno najdeme i v knize a stejnojmenném filmu Kde roste červené kapradí.

## Historie

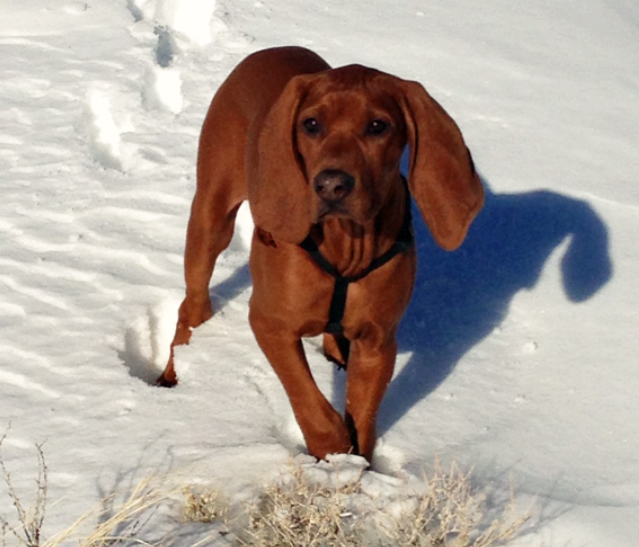
Mladý jedinec plemene Redbone Coonhound

Předci redboneova coonhounda byli pravděpodobně červenosrstí foxhoundi, které do Ameriky přivezli skotští přistěhovalci v 18. století. Tyto psy posléze začali využívat lovci mývalů, kteří potřebovali psy obratné, rychlé, s dobrým nosem a schopností zahnat kořist na strom a tyto schopnosti si dnešní redbone coonhound udržel dodnes. Krom mývalů ale loví tito psi i medvědy a pumy. Své jméno získal od svého prvního šlechtitele; Petera Redbonea. Ten se snažil vytvořit nové plemeno především křížením amerických foxhoundů se svatohubertskými a jinými psy. Chov redboneova coonhounda se ale na rozdíl od jiných chovů loveckých psů nesoustředil jen na schopnosti, ale také na vzhled. Chovatelé se snažili upevnit v plemeni jedno zbarvení; červené až cihlové. To přetrvává dodnes a jiné barvy nejsou povoleny. Co se současného využití plemeno týče, pak se stále používá k lovu mývalů, nikoliv však pro lov medvědů a pum. Jako společník do rodiny by to byl dobrý pes, ale lov je pro něj přirozenější. Roku 1902 pak byl do plemenné knihy UKC zaregistrován první jedinec plemene Redbone Connhound.
FCI toto psí plemeno neuznává, avšak United Kennel Club (UKC) a American Kennel Club (AKC) jej uznávají.

## Vzhled
Redbone coonhound je atleticky stavěný pes s lehkým a svalnatým tělem. Jeho stavba těla je typická i pro jiné coonhoundy; dlouhé nohy, široký hrudník, ocas a hlavu vztyčené a dlouhé uši. Srst, která pokrývá celé tělo, je přiléhavá, krátká, hustá a s podsadou. Má červenou až cihlovou barvu a na dotek je velmi jemná. Výška psů (samců) se pohybuje mezi 53 a 68 cm v kohoutku, feny jsou o něco menší, s velikostí mezi 51 a 66 cm. Hmotnost je obvykle mezi 23 a 32 kg.
Lebka je široká, poměrně plochá a úměrně velká ke zbytku těla. Uši tohoto psa jsou dlouhé a spadají podél hlavy dolů. Srst na nich netvoří volánky. Oči jsou tmavé, kulaté, bělmo většinou není vidět. Zuby mají perfektní nůžkový skus, nosní houba je černá. Krk je středně dlouhý, rovný a harmonicky se napojuje na hřbet. Hřbet je velmi dlouhý, spíše úzký a srst na něm je lesklá. Nohy jsou dlouhé, štíhlé, ale dobře osvalené. Tlapky mají tlusté polštářky.

## Povaha
Redboneovi Coonhoundi jsou výborní společníci a rodinní mazlíčci. Rádi jsou v blízkosti své rodiny a samota je jim nepříjemná. Jsou to laskaví, milující a oddaní psi, kteří se hodí pro aktivní myslivce nebo sportovce, kteří jim dopřejí dostatek volného pohybu v přírodě. Negativem těchto psů je ale jejich hlasitost, kterou mají v genech. Na cokoliv, co jim přijde zvláštní nebo neobvyklé budou reagovat hlasitým štěkotem. Na uzdě je dobré držet i jejich lovecký pud, který jim velí pronásledovat rychle se pohybující předmět (třeba i cyklistu nebo kočku) a zahnat jej na strom nebo rovnou udávit. Jsou velmi aktivní, bystří a energičtí. Rychle pochopí základní cviky a není těžké je naučit i něco obtížnějšího. S dětmi se tito psi snášejí dobře, ale příliš energickou reakcí na počínání dítěte jej mohou zranit. S jinými zvířaty nevychází příliš dobře, hlavně proto, že mají sklony je pronásledovat. K cizím jsou uzavření, ale ne agresivní nebo bázliví. Jsou to dobří hlídači, kteří jsou v případě nutnosti chránit rodinu i majetek.